# Самунин, Михаил Николаевич
Михаил Николаевич Самунин (5 июля 1907, Патино, Новгородская губерния — 6 декабря 1974, Владивосток) — русский советский приморский писатель

, член Союза писателей СССР (1947), в 1956—1967 годах — ответственный секретарь Приморского отделения Союза писателей СССР.

## Биография
В 1927 году окончил экономический техникум в Череповце, работал счетоводом в леспромхозе.
В 1932—1934 годах проходил срочную службу в РККА.
После службы в армии поступил на Ижорский завод в г. Колпино счетным работником, а с 1939 года заместителем главного бухгалтера завода. Член ВКП(б) с 1939 года.
Одновременно с основной работой был корреспондентом газеты «Ижорец», заочно окончил вечерний Литературный институт имени А. М. Горького в Ленинграде.
В 1941 году по оргнабору уехал на Дальний Восток — вначале работал в Находке на Дальстрое, в 1943 году был переведен в Приморский радиокомитет.
В 1945—1949 годах — главный редактор только что организованного книжного издательства Примиздат.
Ещё в 1944 году стал редактором альманаха «Советское Приморье», но в конце 1948 года из-за критики его романа был снят крайкомом КПСС с должности.
В 1950—1956 годах работал собственным корреспондентом «Известий» по Приморскому краю, референтом общества «Знание».
В 1956—1967 годах — ответственный секретарь Приморского отделения Союза писателей СССР. В 1958 году принял участие в I съезде писателей РСФСР.
Был членом редколлегии альманаха «Тихий океан», журнала «Дальний Восток».

## Творчество
Первой публикацией явился рассказ «Настоящий друг» в альманахе «Советское Приморье» (1944).
Автор повести «Простые люди» (1946), в новый варианте переросшей в вышедший в 1958 году в Москве в издательстве «Советский писатель» роман «Ханкайская долина» — панорамного произведения в котором показан труд и быт приморского села в дни войны, послевоенные проблемы связанные с развитием сельского хозяйства, проблемы семьи.
Также приморской деревне посвящены романы «Ясные зори» (1962) и «Ливень» (1971).
В журналах печатались повесть «Здравствуйте, Курилы!» (1954), рассказы «Последний маскарад» (1956) и «Мой старый приятель» (1961), главы незавершенной повести «Она нашла друга» (1961).
Яявлялся ответственным редактором издаваемого в 1940-х годах 6-томного Собрания сочинений В. К. Арсеньева.